# Merriam-Ziesel
Der Merriam-Ziesel (Urocitellus canus, Syn.: Spermophilus canus) ist eine Hörnchenart aus der Gattung Urocitellus. Er kommt endemisch im Westen der Vereinigten Staaten in Oregon sowie im angrenzenden westlichen Idaho sowie dem äußersten Norden von Kalifornien und Nevada vor.

## Merkmale
Der Merriam-Ziesel erreicht eine Kopf-Rumpf-Länge von etwa 15,3 bis 17,1 Zentimetern, der Schwanz wird etwa 36 bis 40 Millimeter lang und ist damit deutlich kürzer als der restliche Körper. Das Gewicht liegt bei etwa 150 Gramm. Die Tiere sind vergleichsweise klein mit kurzem und schmalen Schwanz, sie haben eine einheitliche graue Rückenfärbung ohne auffällige Zeichnung oder Fleckung. Das Rückenfell, die Wangen und die Hinterbeine haben eine rosafarbene bis sandfarbene Einwaschung, die Bauchseite ist weiß gefärbt. Der Schwanz ist auf der Oberseite grau und unterseits zimtfarben. Die Ohren sind klein. Verglichen mit dem sehr ähnlichen Piute-Ziesel (Urocitellus mollis) ist der Merriam-Ziesel kleiner mit einem kleineren und breiteren Schädel.

## Verbreitung
Der Merriam-Ziesel kommt endemisch im Westen der Vereinigten Staaten in Oregon sowie im angrenzenden westlichen Idaho bis zum Snake River sowie dem äußersten Nordwesten von Kalifornien und Nordosten von Nevada vor.

## Lebensweise
Der Merriam-Ziesel ist tagaktiv, wobei die ausgewachsenen Tiere häufiger in der Dämmerung aktiv sind als Jungtiere. Er lebt vor allem in unbewaldeten Wüsten- und Steppenzonen des Chaparral im östliche Oregon sowie im Bereich der Flusstäler, offenen Grasflächen und Weiden bis zum Snake River. Die Wüstenhabitate sind sehr häufige bestimmt durch den Wüsten-Beifuß (Artemisia tridentata), den Westamerikanischen Wacholder (Juniperus occidentalis) und Sarcobatus vermiculatus. Häufig kommt er auch in landwirtschaftlich genutzten Feldern und Bewässerungsflächen vor, wo er teilweise großen wirtschaftlichen Schaden anrichten kann. Vor allem die östliche Unterart Urocitellus canus vigilis ist für ihre Schadwirkung in Luzerne-Pflanzungen bekannt.
Der Merriam-Ziesel ist primär herbivor und die Nahrung besteht wie bei anderen Erdhörnchen vor allem aus verschiedenen Pflanzenteilen wie Gräsern, Blättern, Früchten und Wurzeln sowie Samen, hinzu kommen gelegentlich Insekten. Die Tiere leben wie andere Erdhörnchen am Boden und in unterirdischen Bauen. Die Bestandsdichten können sehr variabel sein und hängen sehr stark von der Verfügbarkeit von Nahrung, der Prädatorendichte und den Überlebensraten nach dem Winter ab, sie liegen in der Regel bei etwa 20 bis 50 Tieren pro Hektar. Die geschlechtsreifen Tiere beginnen ihren Winterschlaf früher als die Jungtiere und können sich bereits ab Mitte Juli, in der Regel jedoch erst im August, in die Baue zurückziehen. Sie kommen ab März wieder aus den Bauen.
Die Paarungszeit beginnt nach dem Aufwachen im Frühjahr. Die Jungtiere werden im April bis frühen Mai geboren, dabei besteht ein Wurf aus fünf bis zehn Jungtieren. Über die Länge der Tragzeit und Stillzeit liegen keine exakten Daten vor. Die wichtigsten Fressfeinde sind verschiedene Greifvögel, Raubtiere und Schlangen. Die Populationen sind teilweise stark fragmentiert.

## Systematik
Der Merriam-Ziesel wird als eigenständige Art innerhalb der Gattung Urocitellus eingeordnet, die aus zwölf Arten besteht. Die Art wurde lange als Teil der Ziesel und darin innerhalb der Untergattung Spermophilus eingeordnet. Nach einer umfassenden molekularbiologischen Untersuchung wurden die Art jedoch gemeinsam mit mehreren weiteren Arten der nun eigenständigen Gattung Urocitellus zugeordnet. Die wissenschaftliche Erstbeschreibung stammt von dem amerikanischen Zoologen Clinton Hart Merriam aus dem Jahr 1898, der ihn anhand von Individuen aus Antelope im Wasco County, Oregon, als Spermophilus mollis canus und damit als Unterart des Piute-Ziesels beschrieb.
Innerhalb der Art werden gemeinsam mit der Nominatform zwei Unterarten unterschieden:
- Urocitellus canus canus: Nominatform, kommt im größten Teil des Verbreitungsgebietes vor. Die Nominatform ist etwas kleiner als Urocitellus canus vigilis, auch der Schädel ist kleiner.
- Urocitellus canus vigilis: Diese Unterart besiedelt das östliche Oregon bis zum Ufer des Snake River im westlichen Idaho. Die Unterart ist etwas größer als die Nominatform und etwas grauer in der Färbung.

## Status, Bedrohung und Schutz
Der Merriam-Ziesel wird von der International Union for Conservation of Nature and Natural Resources (IUCN) als nicht gefährdet (Least Concern, LC) eingeordnet. Begründet wird dies durch das vergleichsweise große Verbreitungsgebiet, die Anpassungsfähigkeit der Art an veränderte Lebensräume und das angenommene häufige Vorkommen. Potenzielle Gefährdungen gehen vor allem durch die Umwandlung der Lebensräume in landwirtschaftliche Flächen aus. Regional wird die Art als landwirtschaftlicher Schädling betrachtet und bejagt, wodurch die Bestände rückläufig sind.

## Belege
1. 1 2 3 4 5 6 7 8 9 10 11 12  Richard W. Thorington Jr., John L. Koprowski, Michael A. Steele: Squirrels of the World. Johns Hopkins University Press, Baltimore MD 2012, ISBN 978-1-4214-0469-1, S. 354–355.
2. 1 2 3  Urocitellus canus in der Roten Liste gefährdeter Arten der IUCN 2016.1. Eingestellt von: E. Yensen, NatureServe (G. Hammerson), 2008. Abgerufen am 13. Juli 2016.
3. ↑  Matthew D. Herron, Todd A. Castoe, Christopher L. Parkinson: Sciurid phylogeny and the paraphyly of holarctic ground squirrels (Spermophilus). Molecular Phylogenetics and Evolution 31, 2004; S. 1015–1030. (Volltext (Memento des Originals vom 17. April 2015 im Internet Archive)  Info: Der Archivlink wurde automatisch eingesetzt und noch nicht geprüft. Bitte prüfe Original- und Archivlink gemäß Anleitung und entferne dann diesen Hinweis., PMID 15120398)
4. ↑  Kristofer M. Helgen, F. Russell Cole, Lauren E. Helgen, Don E. Wilson: Generic Revision in the holarctic ground squirrels genus Spermophilus. Journal of Mammalogy 90 (2), 2009; S. 270–305. doi:10.1644/07-MAMM-A-309.1
5. 1 2  Spermophilus (Spermophilus) canus. In: Don E. Wilson, DeeAnn M. Reeder (Hrsg.): Mammal Species of the World. A taxonomic and geographic Reference. 2 Bände. 3. Auflage. Johns Hopkins University Press, Baltimore MD 2005, ISBN 0-8018-8221-4.
6. ↑  F. Russell Cole, Don E. Wilson: Urocitellus canus. Mammalian Species 834, 2009; S. 1–8. (Volltext)